# Chuyến thăm Việt Nam của Joe Biden 2023
Vào ngày 10 tháng 9 năm 2023, tổng thống Hoa Kỳ Joe Biden đã có chuyến thăm đến Hà Nội, thủ đô của Việt Nam. Chuyến thăm được báo chí hai nước ca ngợi là "thời khắc lịch sử" giữa hai quốc gia khi chính thức nâng cấp quan hệ giữa hai nước lên mức Đối tác Chiến lược Toàn diện, mức cao nhất trong quan hệ song phương của Việt Nam. Đây đồng thời cũng là chuyến thăm Việt Nam đầu tiên của Tổng thống Hoa Kỳ kể từ khi nhậm chức vào năm 2021 và cũng là chuyến thăm đầu tiên mà một Tổng thống Hoa Kỳ đến sau khi nhận được lời mời của Tổng Bí thư Đảng Cộng sản Việt Nam.

## Bối cảnh
Việt Nam hiện được coi là một đồng minh tiềm năng của Hoa Kỳ, đặc biệt trong bối cảnh địa chính trị liên quan đến các tranh chấp ở biển Đông và ngăn chặn chủ nghĩa bành trướng của Trung Quốc. Việt Nam và Trung Quốc đã từng có một cuộc xung đột ngắn vào năm 1979 cho đến khi bình thường hóa quan hệ vào năm 1990. Mối quan hệ giữa hai nước càng trở nên tồi tệ khi Bắc Kinh di chuyển một giàn khoan dầu vào vùng biển mà Việt Nam tuyên bố chủ quyền hồi năm 2014. Mặc dù được ví von là "đồng chí" hay "anh em" nhưng với 1.000 năm là thuộc địa của Trung Quốc, việc này đã khiến Việt Nam vô cùng cảnh giác trước quốc gia này. Những điều này đã thúc đẩy việc chính phủ Việt Nam cần một đối tác đối trọng với Trung Quốc.
Vào ngày 25 tháng 7 năm 2013, tại Nhà Trắng, Chủ tịch nước Việt Nam Trương Tấn Sang và Tổng thống Hoa Kỳ Barack Obama đã có một cuộc trao đổi và chính thức nâng cấp quan hệ giữa hai nước lên mức Đối tác toàn diện dựa trên các nguyên tắc tôn trọng Hiến chương Liên Hiệp Quốc, luật pháp quốc tế, tôn trọng thể chế chính trị, độc lập, chủ quyền và toàn vẹn lãnh thổ của nhau. Đến tháng 7 năm 2015, Hoa Kỳ đã đón tiếp Tổng Bí thư Đảng Cộng sản Việt Nam Nguyễn Phú Trọng đến thăm. Đây cũng là chuyến thăm đầu tiên của một Tổng Bí thư Đảng Cộng sản Việt Nam đến Hoa Kỳ. Trong những năm 2020, các tập đoàn công nghệ lớn như Dell, Google, Microsoft và Apple đã có xu hướng dịch chuyển một phần chuỗi cung ứng sang Việt Nam. Đồng thời, Hoa Kỳ cũng đang xem quốc gia này là một thị trường hứa hẹn về vũ khí và thiết bị quân sự khi Hà Nội đang cố gắng thoát khỏi sự lệ thuộc vào Nga. Việt Nam hiện cũng đang có trữ lượng đất hiếm lớn thứ hai sau Trung Quốc. Ngoài ra, năm 2023, cũng là năm kỷ niệm 10 năm hai quốc gia trở thành Đối tác toàn diện và đồng thời gần 30 năm đặt mốc quan hệ ngoại giao giữa hai nước. Trong chuyến thăm đến Việt Nam vào tháng 4 năm 2023, Ngoại trưởng Antony Blinken đã nói thêm về việc nâng cấp quan hệ giữa hai nước có thể sẽ xảy ra "trong những tuần và tháng tới".

## Chuyến thăm Việt Nam

### Ngày đầu tiên

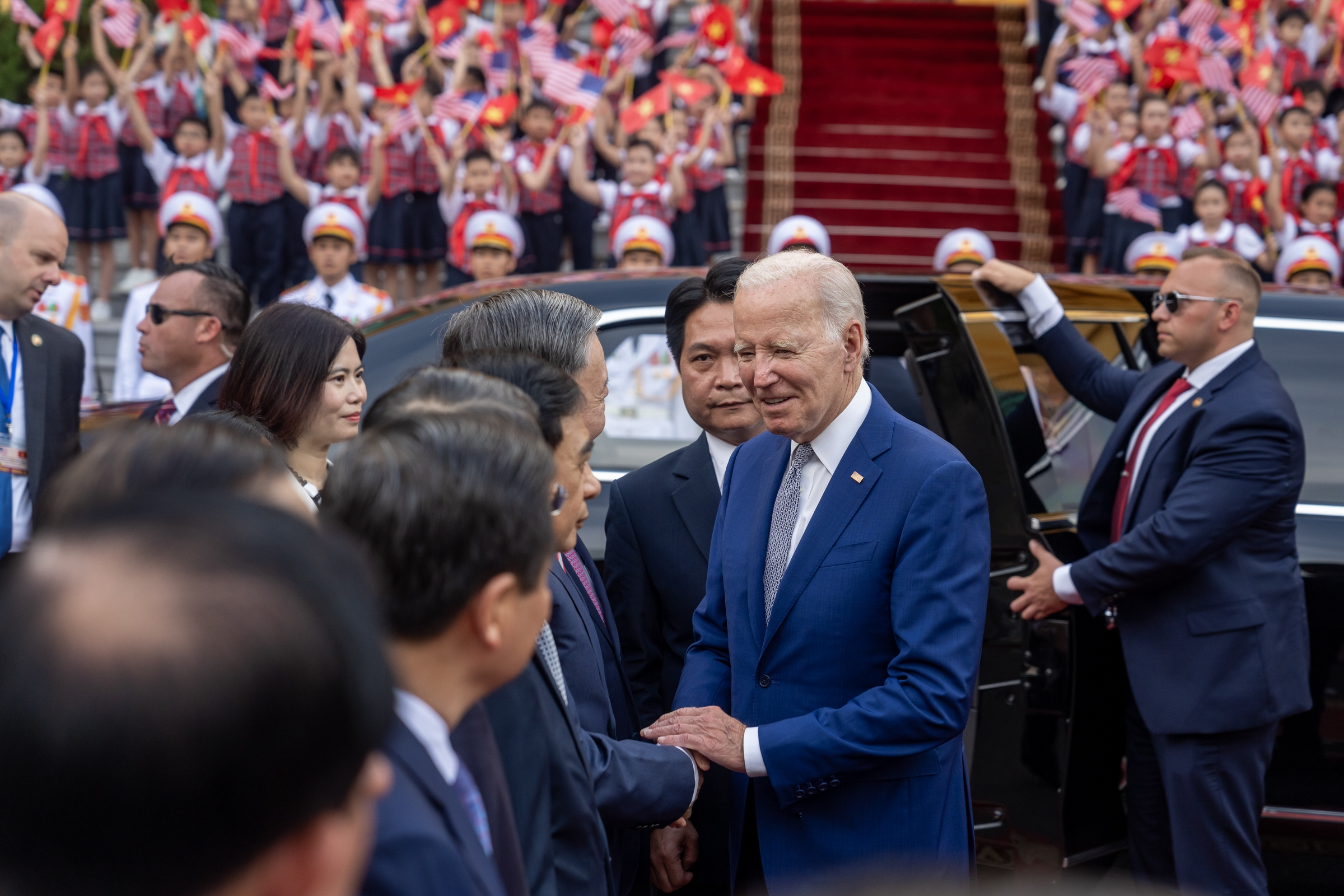
Tổng thống Joe Biden tại Phủ Chủ tịch

Vào lúc 16 giờ ngày 10 tháng 9 theo giờ Việt Nam, máy bay Không lực Một số hiệu 2900 chở Tổng thống Hoa Kỳ Joe Biden đã hạ cánh tại Sân bay quốc tế Nội Bài. Ngoài Tổng thống Hoa Kỳ, chuyến bay còn có những quan chức cấp cao như Ngoại trưởng Antony Blinken, Cố vấn An ninh quốc gia Jake Sullivan, Đặc phái viên về Khí hậu của Tổng thống John Kerry và Trợ lý Ngoại trưởng Daniel Kritenbrink. Sau đó, Tổng thống Hoa Kỳ được đưa đến Phủ Chủ tịch để tham dự lễ đón chính thức theo nghi thức cao nhất dành cho nguyên thủ quốc gia được chủ trì bởi Tổng Bí thư Đảng Cộng sản Việt Nam Nguyễn Phú Trọng. Lễ đón kết thúc, hai nhà lãnh đạo được đưa về Văn phòng Trung ương Đảng tiến hành hội đàm. Trong chuyến thăm, ông được sắp xếp ở tại khách sạn Marriott quận Nam Từ Liêm, Hà Nội.
Sau khi kết thúc buổi hội đàm, vào tối ngày 10 tháng 9, Hoa Kỳ và Việt Nam chính thức có Tuyên bố chung nâng cấp mối quan hệ giữa hai nước lên mức Đối tác Chiến lược Toàn diện. Đây được xem là cấp độ quan hệ cao nhất của Việt Nam, ngang mức với các quốc gia như Trung Quốc, Nga, Ấn Độ và Hàn Quốc. Việt Nam cũng là quốc gia duy nhất trên thế giới xác lập và duy trì Đối tác chiến lược toàn diện cùng lúc với Trung Quốc, Nga và Hoa Kỳ.

### Ngày thứ hai

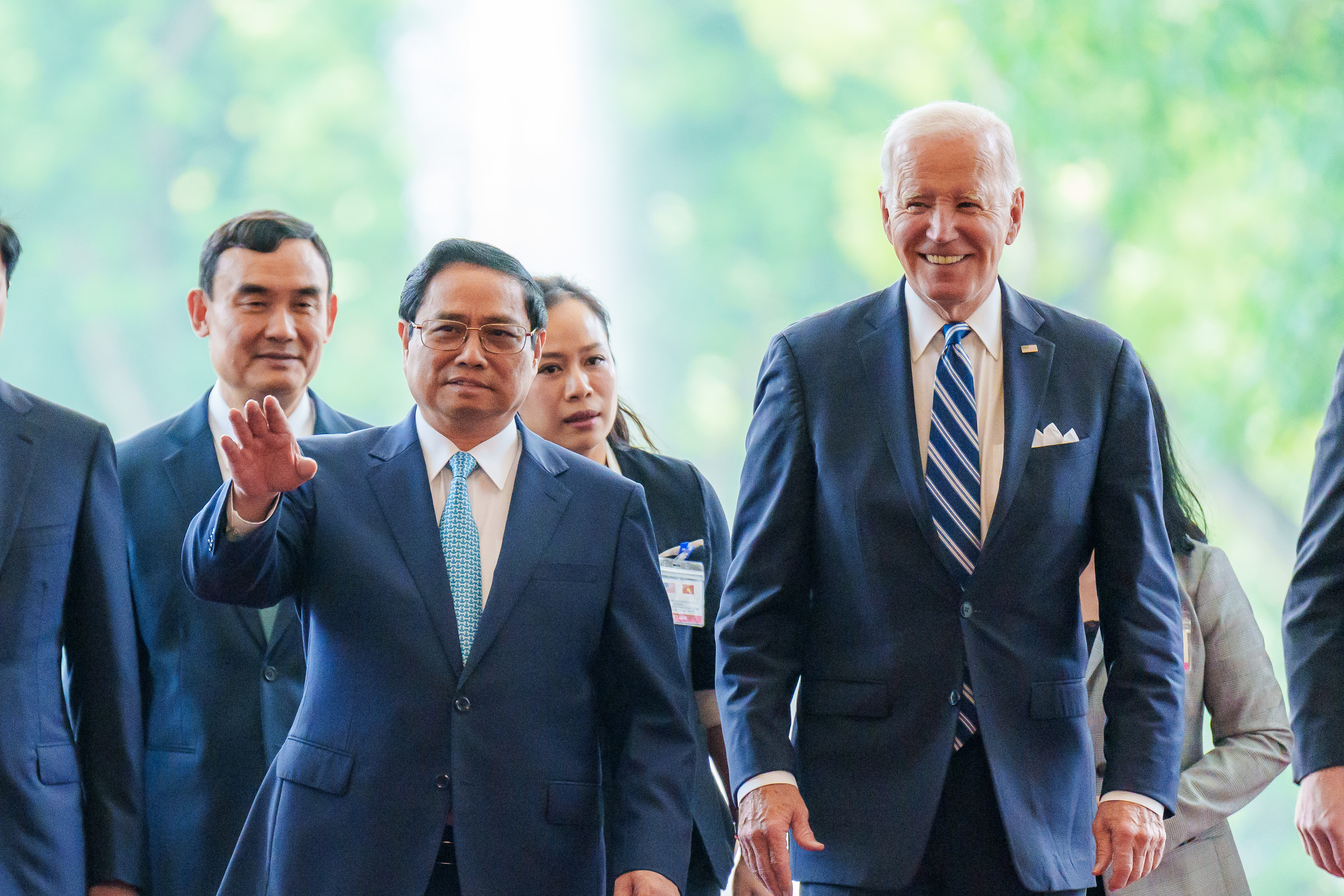
Tổng thống Joe Biden và Thủ tướng Phạm Minh Chính

Trong ngày thứ hai đến Việt Nam, tức vào ngày 11 tháng 9, Tổng thống Hoa Kỳ và có buổi gặp gỡ với Thủ tướng Việt Nam Phạm Minh Chính tại Hội nghị cấp cao Việt Nam - Mỹ về Đổi mới sáng tạo và đầu tư. Đến trưa, ông Biden đã có buổi chiêu đãi cấp Nhà nước cùng với Chủ tịch nước Việt Nam Võ Văn Thưởng. Trong cuộc gặp gỡ, Tổng thống Joe Biden đã có đề nghị mời Chủ tịch nước Việt Nam tham dự Hội nghị các Nhà Lãnh đạo Kinh tế APEC diễn ra vào tháng 11 năm 2023 tại San Francisco và đã được phía Việt Nam đồng ý tham dự. Đồng thời, cả hai đã có buổi trao đổi thảo luận về quan hệ kinh doanh, kinh tế và tham vọng đưa Việt Nam trở thành quốc gia có thu nhập cao vào năm 2045. Ngoài ra, đến chiều, Tổng thống Biden đã có buổi hội kiến cùng Chủ tịch Quốc hội Việt Nam Vương Đình Huệ. Tại đây, Chủ tịch Quốc hội Việt Nam đã đề nghị Hoa Kỳ sớm công nhận quy chế kinh tế thị trường của Việt Nam.
Cũng trong ngày thứ hai, nhiều đối tác công nghệ của Hoa Kỳ như Google, Intel, Amkor Technology, Marvell, GlobalFoundries và Boeing đã có buổi gặp gỡ với nhiều CEO công nghệ Việt Nam cùng Ngoại trưởng Mỹ Antony Blinken. Washington được cho rằng đang mong muốn Việt Nam trở thành một phần trong chuỗi cung ứng chất bán dẫn của thế giới.

## Phản ứng

### Trước chuyến thăm
Khi được hỏi về chuyến thăm của Tổng thống Biden đến Việt Nam, Bộ Ngoại giao Trung Quốc đã đưa ra lời cảnh báo Hoa Kỳ không nên lợi dụng mối quan hệ của mình với các quốc gia châu Á để nhắm vào "bên thứ ba". Ngày 30 tháng 8, tờ The Washington Post đăng một bài xã luận nêu vấn đề đàn áp nhân quyền tại Việt Nam dưới sự cai trị của Tổng Bí thư Nguyễn Phú Trọng, gần đây nhất là đối với phong trào biến đổi khí hậu. Tờ báo kêu gọi Biden không phớt lờ tình trạng nhân quyền và lên tiếng kêu gọi chính quyền Việt Nam tôn trọng các quyền tự do và nhân phẩm của người dân.  Vào ngày 1 tháng 9, Tổ chức Theo dõi Nhân quyền đã yêu cầu Tổng thống Mỹ công khai cũng như đặt ra mối quan ngại đối với vấn đề nhân quyền của chính phủ Việt Nam. Theo Phil Robertson, phó giám đốc châu Á tại Tổ chức Theo dõi Nhân quyền cho biết, "Hoa Kỳ không nên bỏ qua các mối quan tâm nhân quyền để cố gắng tìm cách mở rộng quan hệ đối tác ngoại giao và kinh tế với Hà Nội". The New York Times có đưa ra thông tin dẫn lời quan chức chính quyền Biden cho rằng, Hoa Kỳ không mong Việt Nam từ bỏ hoàn toàn hợp tác với Trung Quốc mà muốn Việt Nam xem Hoa Kỳ như "phương án thay thế" cho Trung Quốc.

### Sau chuyến thăm
Theo Reuters, sau chuyến thăm, các quan chức hàng đầu của Trung Quốc bao gồm cả Chủ tịch nước Trung Quốc Tập Cận Bình có thể sẽ có chuyến thăm Việt Nam khi Hà Nội đang cố gắng duy trì mối quan hệ cân bằng với nhiều siêu cường. Sau chuyến thăm, nhiều người đã cho rằng Hoa Kỳ đang cố gắng ngăn chặn ảnh hưởng của Trung Quốc, tuy nhiên, sau đó, phía Tổng thống Mỹ Joe Biden đã phủ nhận điều này. Ông Biden cũng nói thêm, "Tôi nghĩ chúng ta đã tư duy bằng nếp nghĩ của Chiến tranh Lạnh. Vấn đề không phải là như vậy mà là việc tạo ra sự tăng trưởng và ổn định kinh tế". Việt Nam và Hoa Kỳ cũng đã đề cập đến việc nâng cấp quan hệ sẽ là "động lực cho thịnh vượng và an ninh trong khu vực". Tuy nhiên, ông Biden cũng như ông Trọng đều không đề cập đến Trung Quốc trong vấn đề an ninh khu vực. Sau chuyến thăm, Hoa Kỳ cũng tài trợ vật tư quân sự trị giá 8,9 triệu USD cho Việt Nam. Carlyle Thayer, chuyên gia về Việt Nam và Giáo sư tại Đại học New South Wales Canberra cho rằng việc nâng cấp quan hệ ngoại giao giữa hai nước này xuất phát từ quan điểm "hợp tác và đấu tranh" của Việt Nam với Trung Quốc. Trước đó, Việt Nam luôn coi trọng Bắc Kinh, tuy nhiên, trước thái độ bành trướng của nước này tại biển Đông đã làm xói mòn nhiều trong quan hệ ngoại giao giữa Việt Nam và Trung Quốc từ năm 2000.
Các nhà hoạt động nhân quyền đã cáo buộc chính phủ Hoa Kỳ bỏ qua cam kết về việc thúc đẩy dân chủ và nhân quyền ở nước ngoài để gia tăng ảnh hưởng của mình trong khu vực. Đề cập đến chuyến thăm của ông Biden đến Hà Nội, Phil Robertson, phó giám đốc châu Á tại Tổ chức Theo dõi Nhân quyền cho biết, "Sự im lặng của Hoa Kỳ về nhân quyền có thể coi như là đồng lõa với Chính phủ Việt Nam ngày càng gia tăng trấn áp đối với quyền con người, gây ảnh hưởng đến mối quan hệ lâu dài".

## Nhận định
Theo CNN, mối quan hệ giữa Việt Nam và Hoa Kỳ chính là hệ quả cho việc Trung Quốc càng ngày càng trở nên hung hãn khi sử dụng sức mạnh và quân sự của mình trong khu vực. Nguyễn Khắc Giang, chuyên gia tại Viện ISEAS – Yusof Ishak ở Singapore chia sẻ với The New York Times, đã cho rằng việc nâng cấp quan hệ với Hoa Kỳ như một thông điệp gửi đến Trung Quốc rằng Việt Nam đang tiến gần quỹ đạo hơn đến Hoa Kỳ nhưng sẽ có những giới hạn. Trang tin OhmyNews của Hàn Quốc có đưa ra bình luận cho rằng, "Trung Quốc đang làm lung lay các quy tắc và trật tự quốc tế đã được thiết lập từ lâu bởi Hoa Kỳ và Hoa Kỳ đã ký một thỏa thuận với Việt Nam nhằm ổn định và duy trì trật tự đó". Tờ báo này cũng đưa ra nhận định rằng chính phủ Hàn Quốc nên học hỏi từ nền ngoại giao Việt Nam khi bản thân Hàn Quốc đang yếu thế so với Hoa Kỳ. Bill Hayton, nhà nghiên cứu châu Á - Thái Bình Dương cho biết Việt Nam "đã đưa ra quyết định tối đa hóa lợi ích của mình một cách chiến lược thay vì đứng về một bên cụ thể trong cạnh tranh giữa Hoa Kỳ và Trung Quốc".
Izvestia có chia sẻ thông tin về việc một quan chức Mỹ giấu tên đã xác nhận Biden có kế hoạch công bố các bước nhằm đưa Việt Nam thoát khỏi sự phụ thuộc quá nhiều vào vũ khí của Nga. Tuy nhiên, kết quả của chuyến thăm này vẫn chưa được đưa ra.

## Hình ảnh

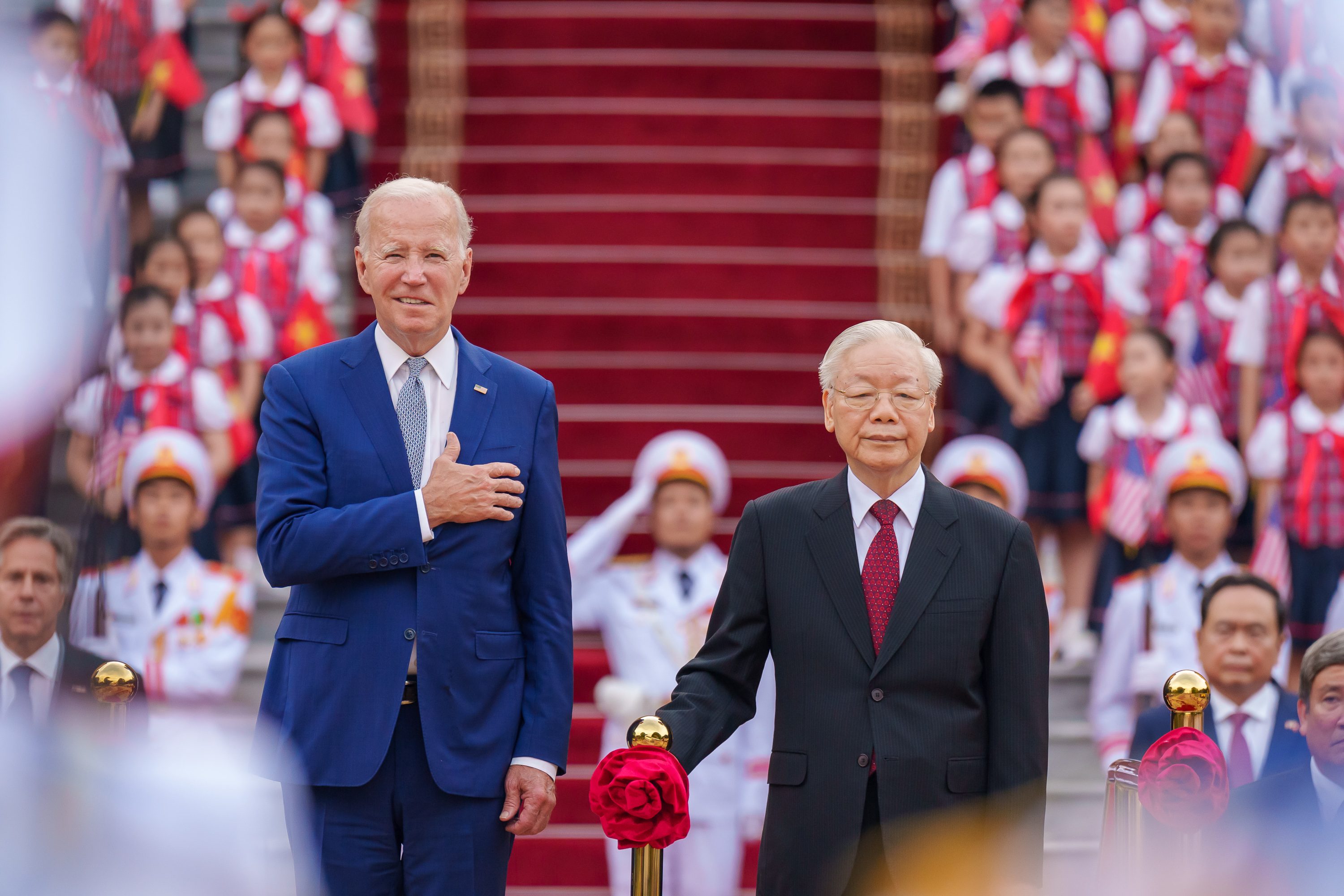
Tổng bí thư Nguyễn Phú Trọng chủ trì lễ đón Tổng thống Hoa Kỳ Joe Biden tại Phủ Chủ tịch
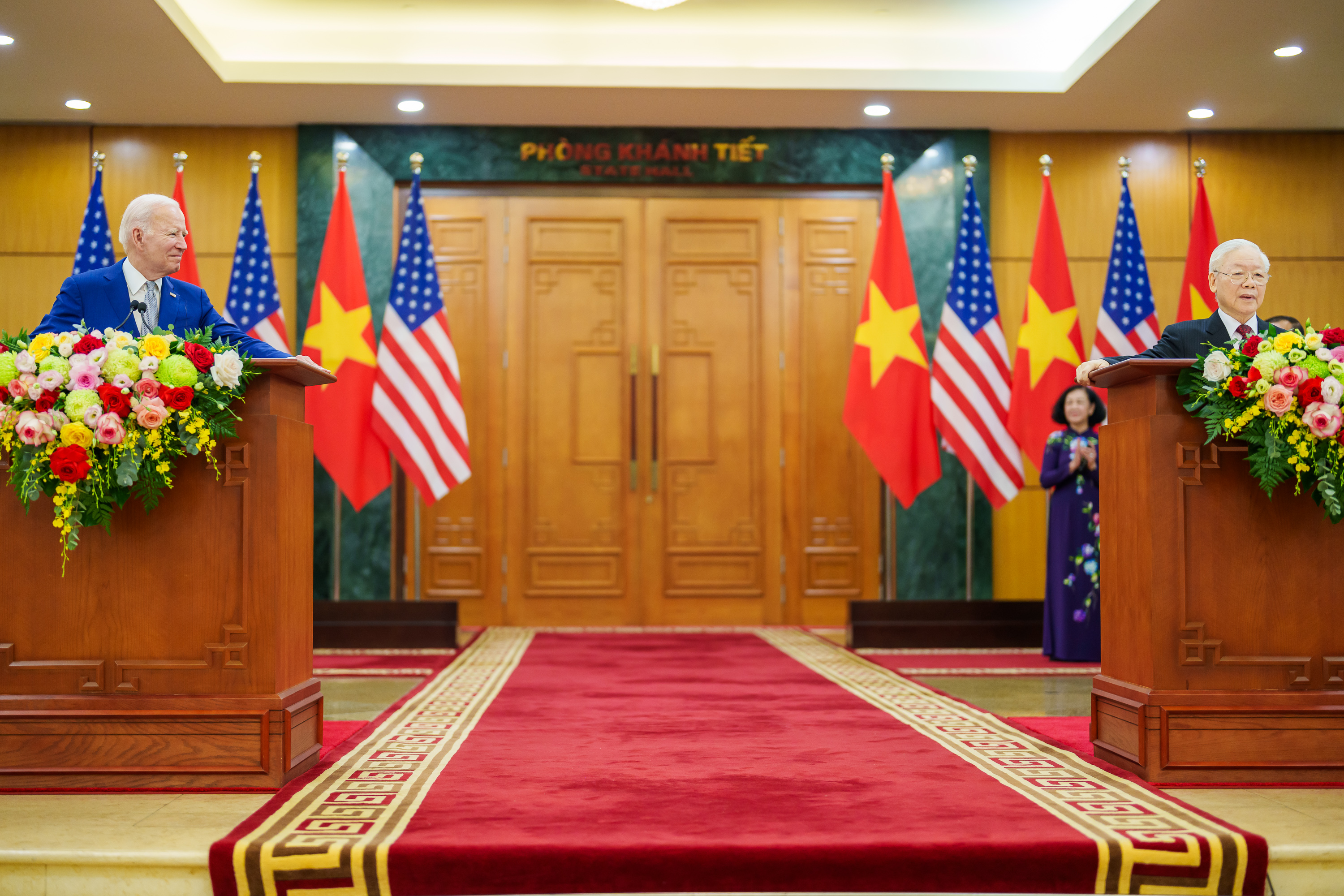
Nguyễn Phú Trọng hội đàm với Tổng thống Joe Biden
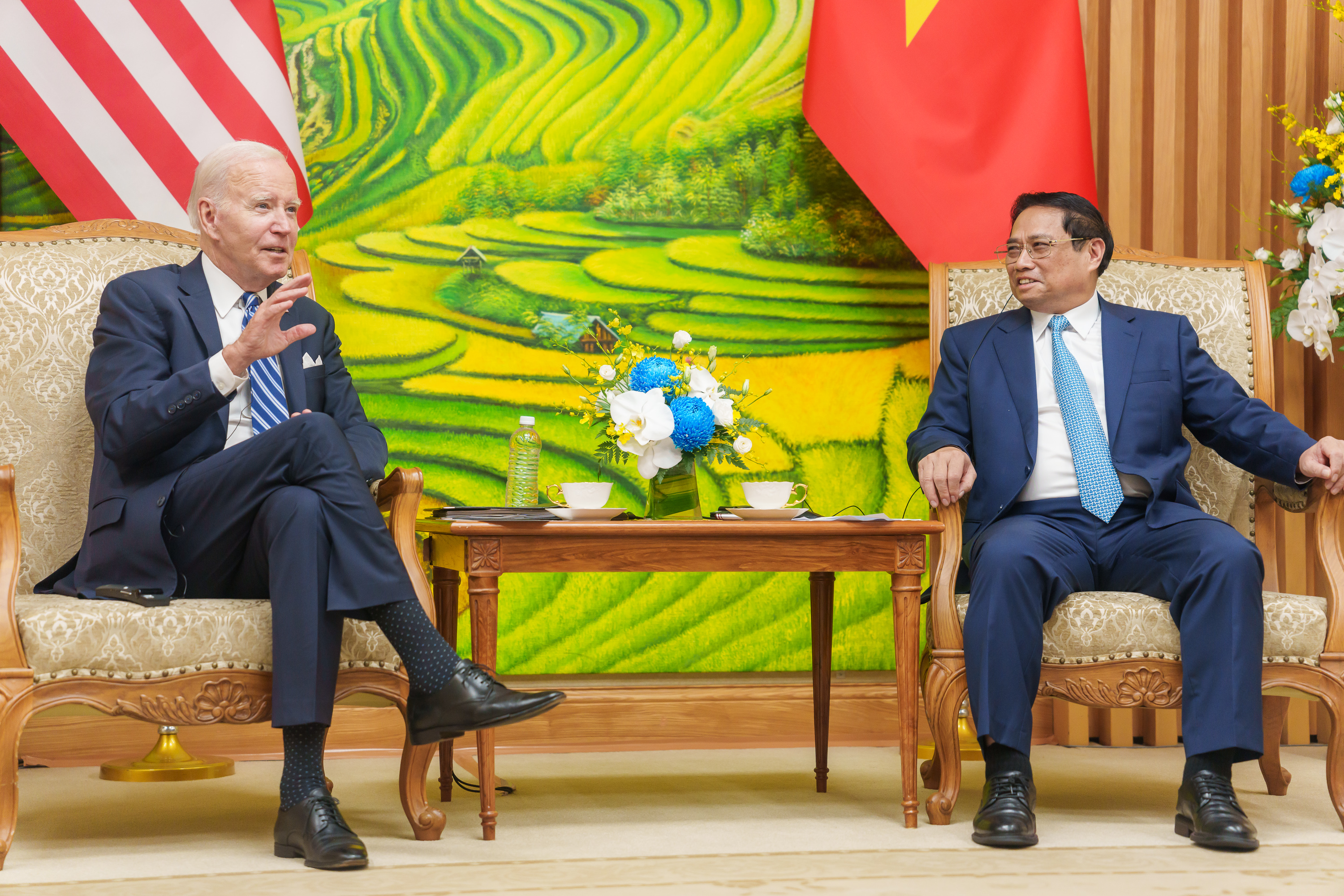
Thủ tướng Phạm Minh Chính hội đàm với Tổng thống Joe Biden
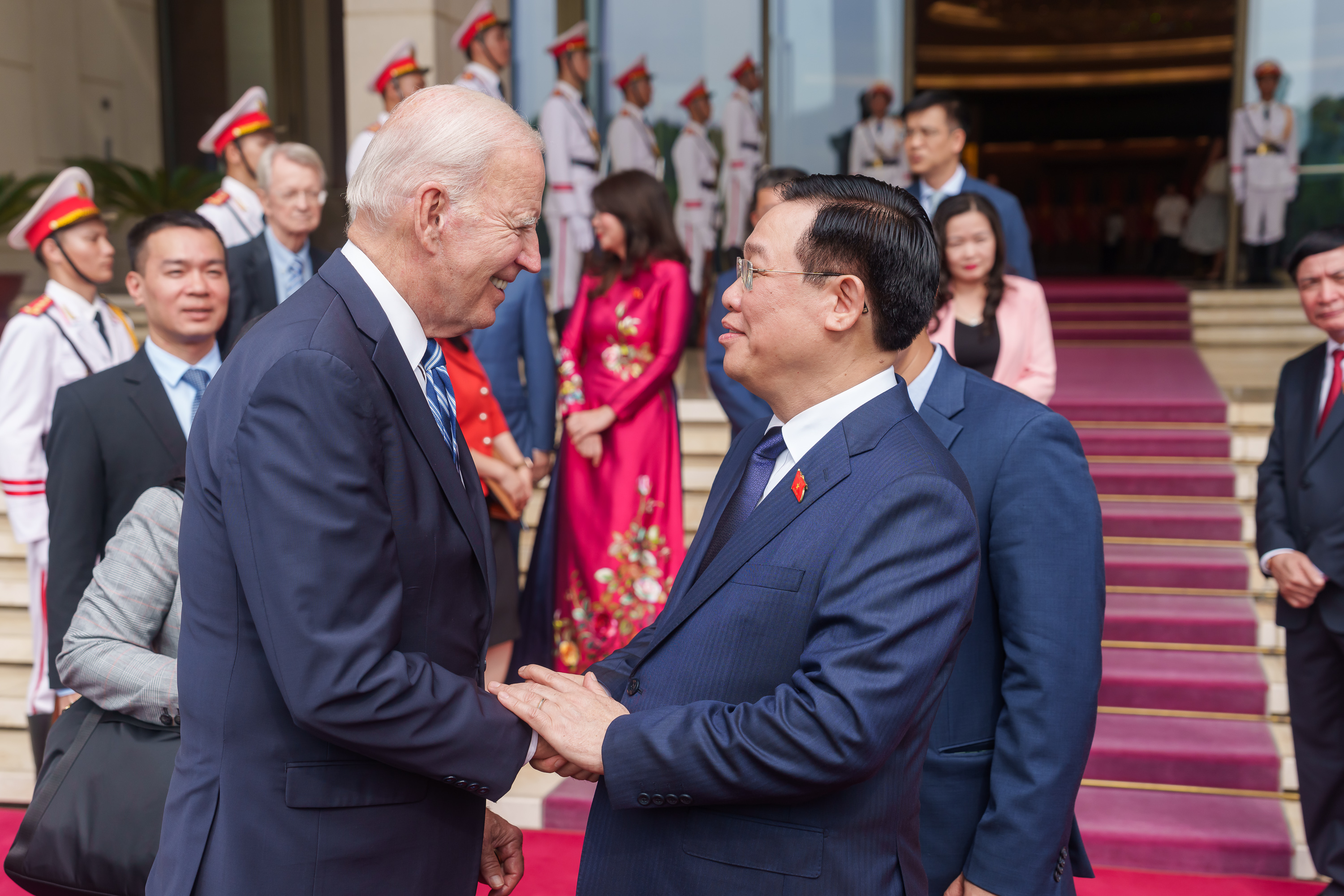
Chủ tịch Quốc hội Vương Đình Huệ gặp Tổng thống Joe Biden
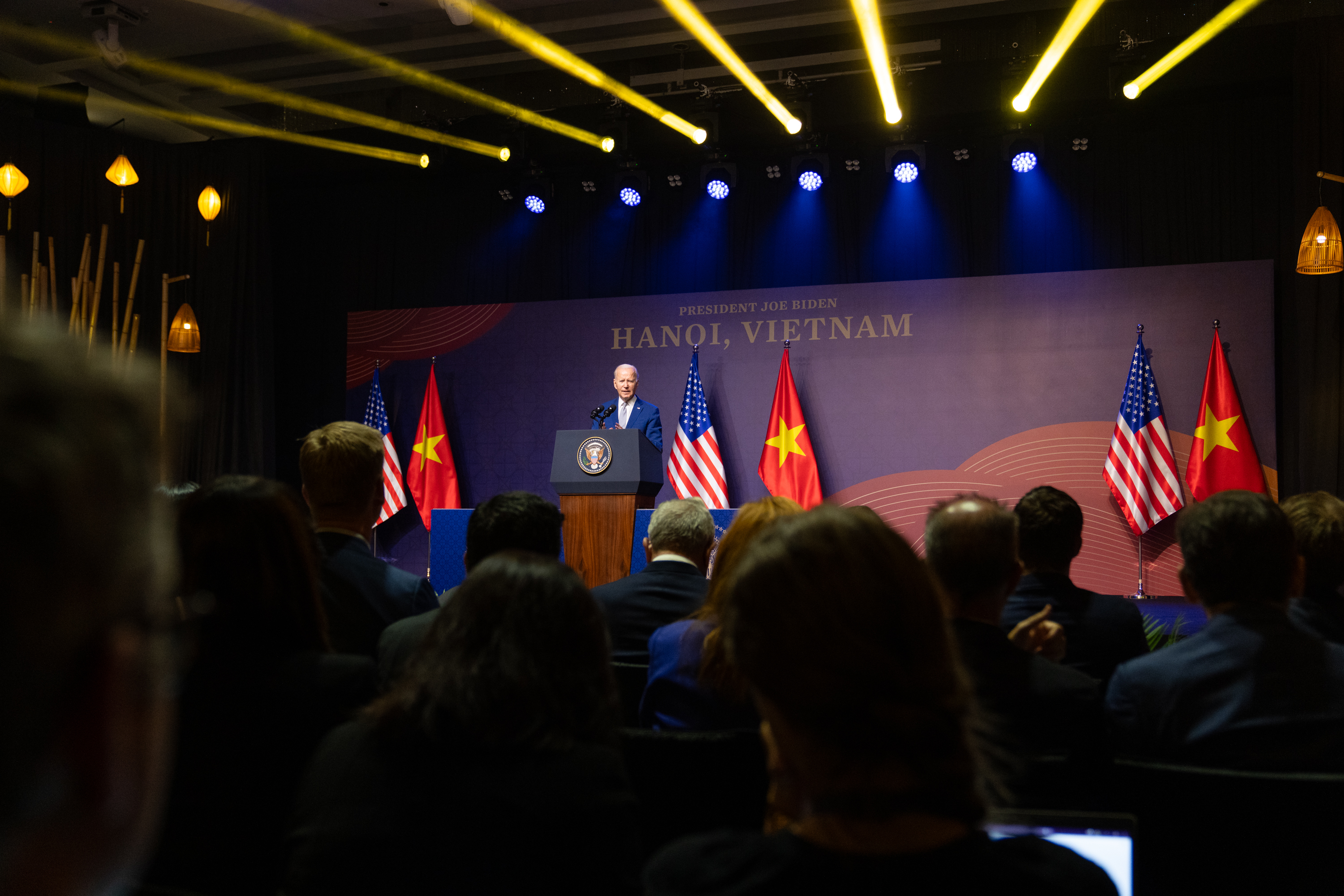
Joe Biden phát biểu tại khách sạn JW Marriot
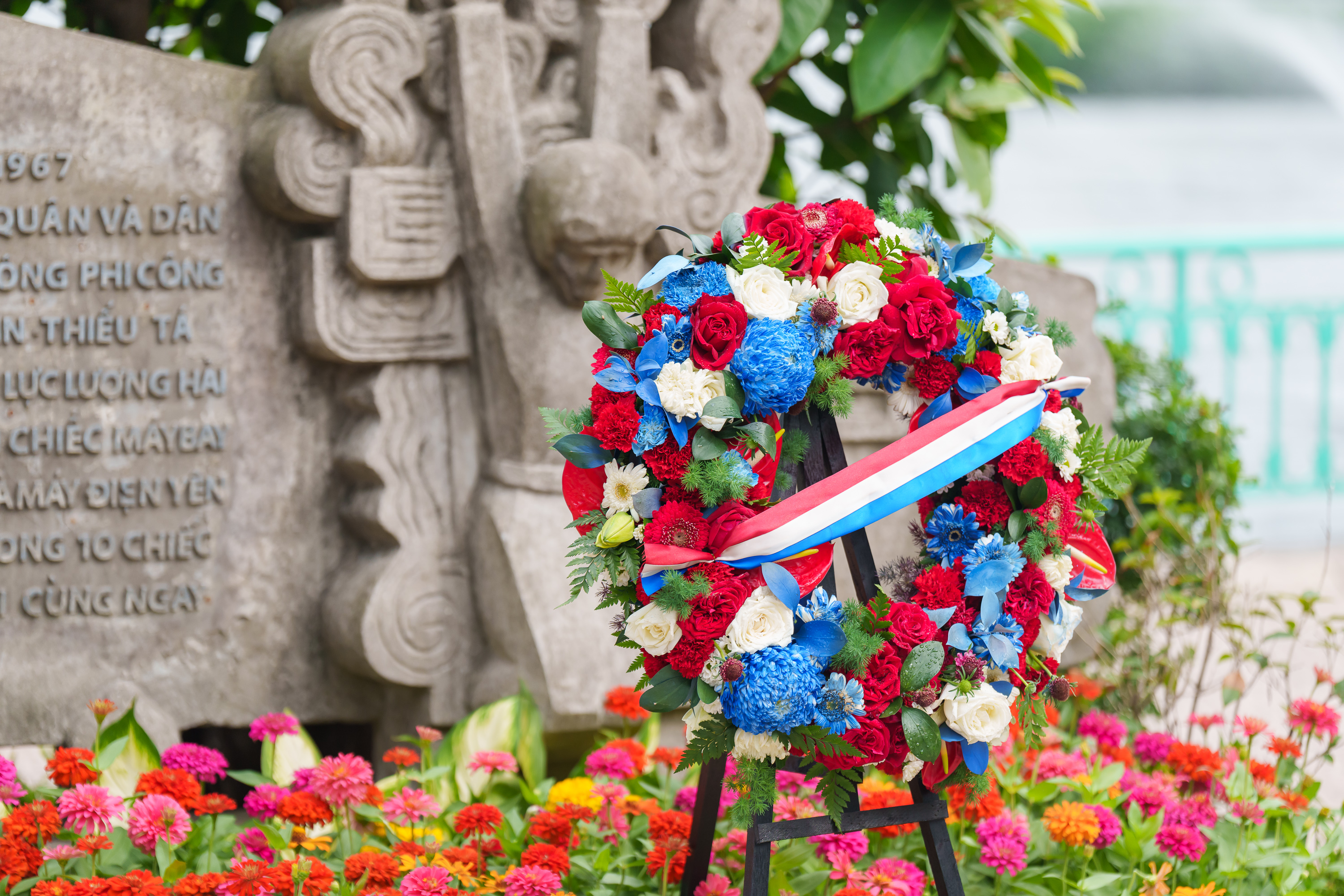
Vòng hoa của Joe Biden đặt tại Đài tưởng niệm John McCain